# Tigerstaaten

Die vier Tigerstaaten

Tigerstaaten bezeichnete zusammenfassend Südkorea, Singapur, Taiwan und Hongkong, später auch Thailand, Malaysia, Indonesien und die Philippinen. Diese vier  südostasiatischen Volkswirtschaften werden in den chinesischsprachigen Wirtschaftsräumen wörtlich auch als die „Vier Kleinen Drachen Asiens“ (chinesisch 亞洲四小龍 / 亚洲四小龙, Pinyin Yàzhōu sì xiǎolóng) bezeichnet; auch im Koreanischen, Japanischen und Französischen hat sich diese Bezeichnung eingebürgert. Der in den 1980er-Jahren geprägte Begriff verweist darauf, dass diese Volkswirtschaften dank hohen Wirtschaftswachstums von Entwicklungsländern zu Industriestaaten aufstiegen. Die Bezeichnung ist in Anlehnung an die kraftvolle Energie eines Tigers, der zum Sprung ansetzt, entstanden, um auf die hohe Dynamik des Wirtschaftsaufschwungs hinzuweisen.

## Phasen wirtschaftlicher Entwicklung

Wachstum des Pro-Kopf-Bruttoinlandsprodukts zu konstanten Preisen in den Tigerstaaten in der Zeitspanne 1960 bis 2014

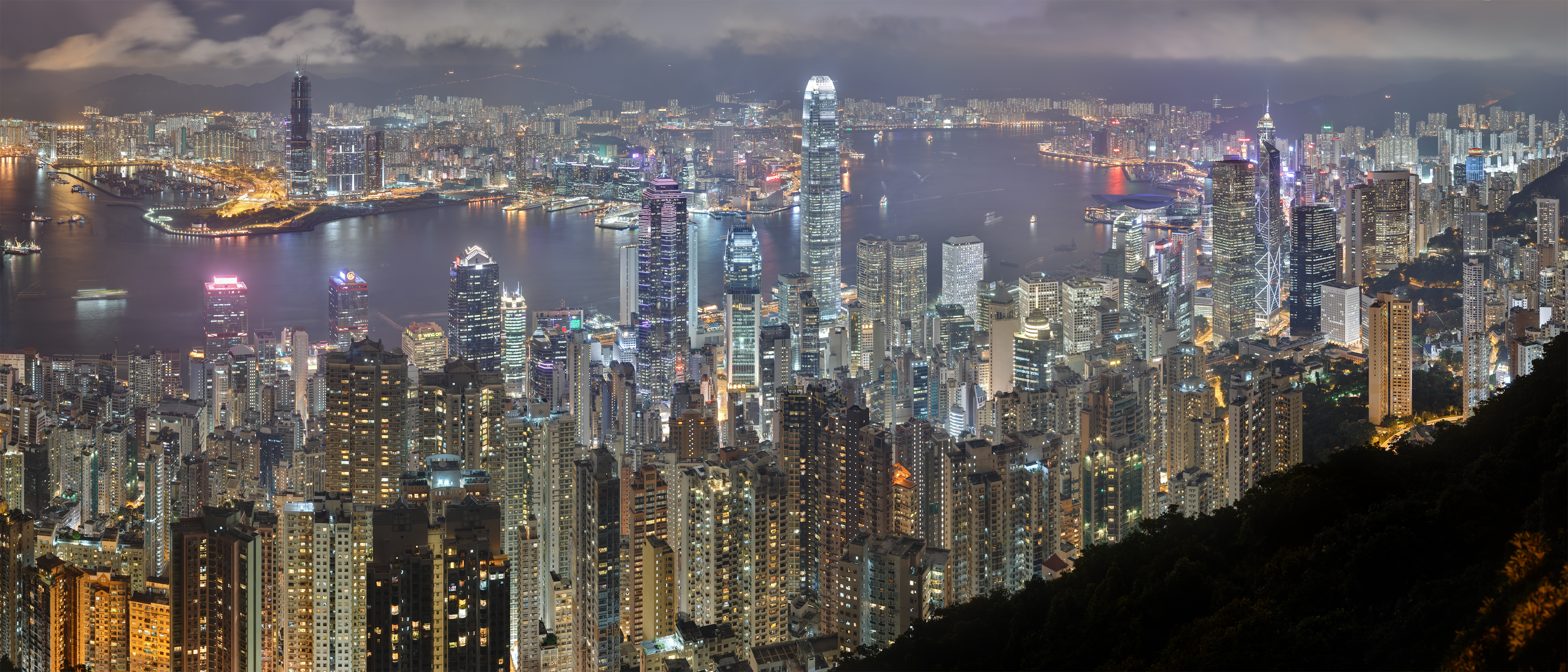
Hongkong

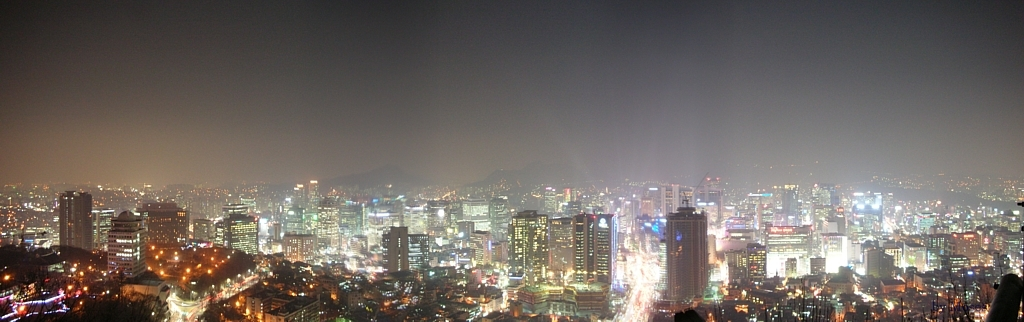
Seoul, Hauptstadt Südkoreas

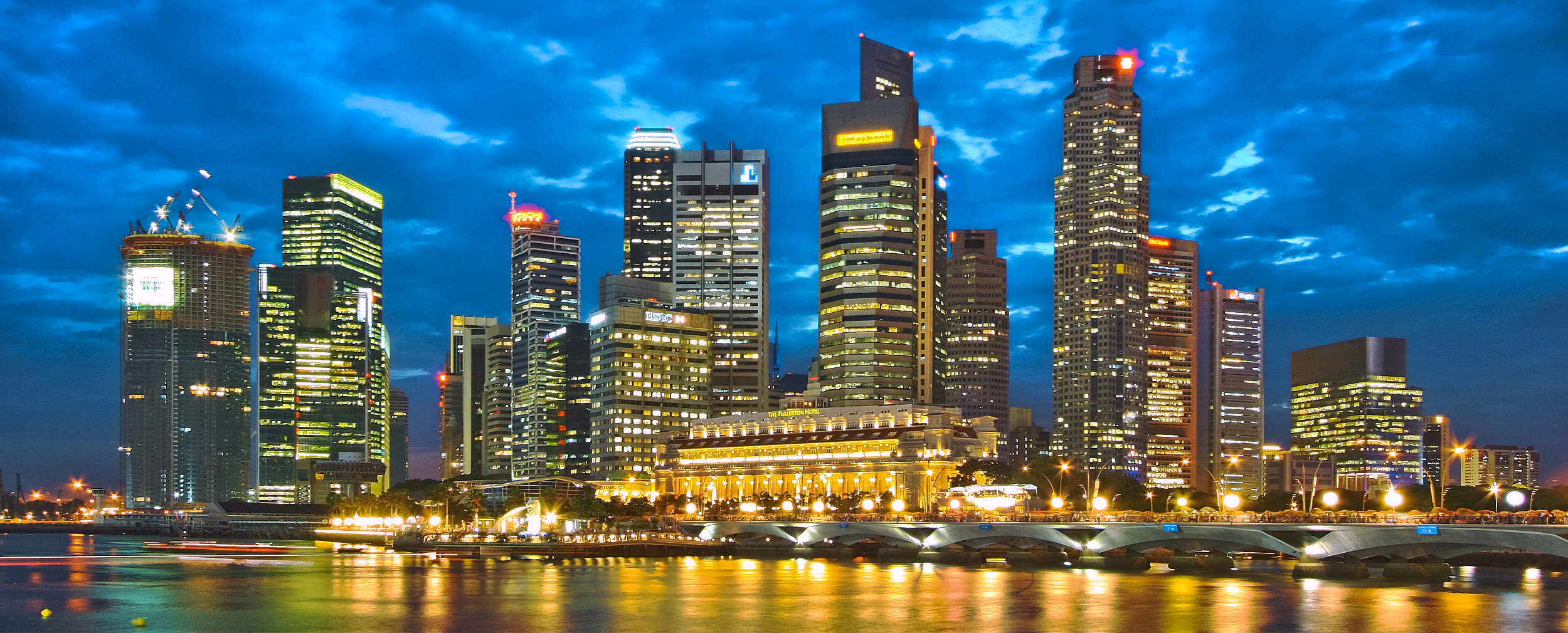
Singapur

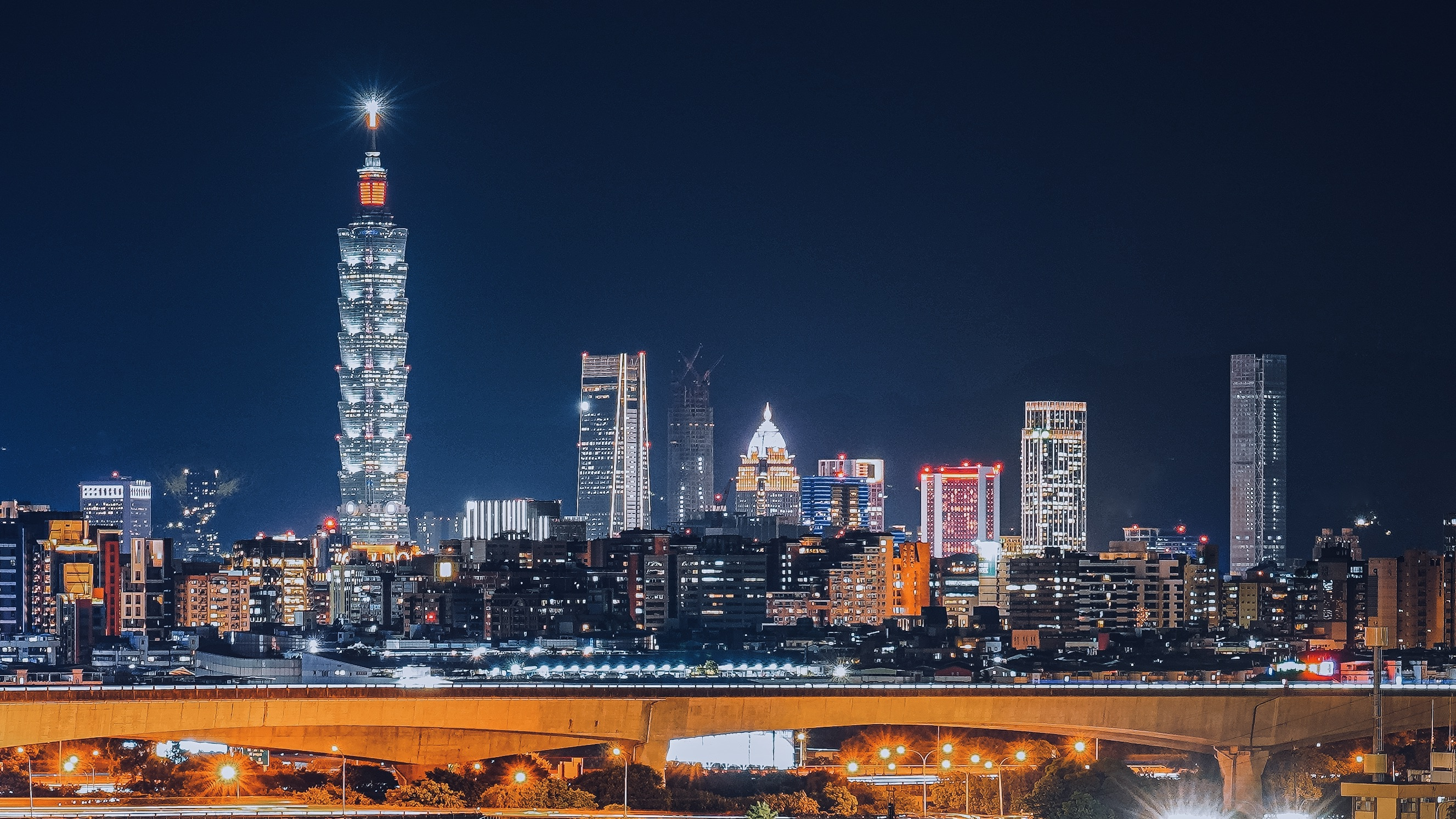
Taipeh, Hauptstadt Taiwans

Die wirtschaftliche Entwicklung kann in Phasen untergliedert werden:
Im Ausgangsstadium waren die Staaten wirtschaftlich betrachtet unterentwickelt, dazu zählen z. B. Rohstoffarmut, geringe landwirtschaftliche Nutzbarkeit und hohe Analphabetenrate, und waren daher von dem Import von industriellen Produkten abhängig. Um diesen Missstand zu beenden, wurde eine Politik der importsubstituierenden Industrialisierung betrieben, indem Leichtindustrie angelockt wurde, die vor allem an den niedrigen Löhnen, geringem Schutz der Arbeiter und dem Fehlen von Gewerkschaften interessiert war. Eine unternehmerfreundliche Wirtschaftspolitik begünstigte mit Sonderwirtschaftszonen und geöffneten Städten, kostengünstige Produktion. In dieser Zeit vollzog sich die Entwicklung von einem Agrar- zu einem Industriestaat, ähnlich dem Strukturwandel innerhalb des 3-Sektoren-Modells der volkswirtschaftlichen Betrachtungsweise, auch wenn sich die sozialen Verhältnisse nur wenig besserten oder gar verschlechterten.

### Depression
Dieser Phase folgte eine Depression der Wirtschaft in den 1990er-Jahren, die im Verlust der bisherigen Standortvorteile durch das Entstehen von Gewerkschaften und den damit verbundenen sozialen Forderungen oder auch vergleichbare – oder sogar noch günstigere – Wirtschaftsbedingungen in Nachbarstaaten begründet war. Auf diese Krise wurde mit dem Aufbau moderner Industrie reagiert, die nicht mehr von ausländischen Investoren gegründet wird. Diese moderne Wirtschaft bot nun höhere Löhne bei gleichzeitiger sozialer Absicherung und brachte in vielen Fällen ein Wachstum des Dienstleistungssektors mit sich. Entscheidend für den Aufbau einer modernen Industrie sind Investitionen und der Aufbau von Universitäten, Öffnung für den internationalen Handel und politische Stabilität. In Südkorea, Taiwan und eingeschränkt in Hongkong wurde in dieser Phase das politische System demokratisiert.

### Asienkrise
Der Abzug spekulativer Gelder in Thailand und später in Malaysia, Südkorea, Indonesien und den Philippinen führte 1997 zur Asienkrise, die auch die Tigerstaaten hart traf.

### Probleme
In den Tigerstaaten entwickelte sich zuerst vor allem eine Niedriglohn-Industrie und später fast ausschließlich die Hightech-Industrie, was einer Monokultur gleichkommt, die wiederum Risiken gegenüber Krisen mit sich bringt. Außerdem können schnell Abhängigkeiten von wenigen Rohstoff- und Absatzmärkten entstehen.
Ebenso wächst die Industrie so gut wie ausschließlich in den Städten, weshalb die Landbevölkerung in die Städte migriert (Landflucht). Reagiert wurde darauf mit dem Bau zahlreicher Entlastungs- und Wohnstädte, welche meist vom Staat geplant und gebaut wurden. Ein typisches Beispiel ist der Bezirk Sha Tin in Hongkong, in dem eine Wohnstadt für mehr als eine halbe Million Menschen gebaut wurde.
Durch das bis in die 1990er Jahre hohe Bevölkerungswachstum in den Städten wurde die Infrastruktur stark belastet. Momentan ist die Bevölkerungsentwicklung in den Flächenstaaten Südkorea und Taiwan von einer immer stärkeren Bedeutung der Hauptstadt geprägt. Sudogwon, der Ballungsraum von Seoul, ist der zweitgrößte Ballungsraum der Welt. Nahezu die Hälfte aller Südkoreaner lebt in der und um die Hauptstadt. Ungefähr ein Drittel aller Taiwaner lebt im Ballungsraum von Taipeh. Im Gegensatz dazu leiden die ländlichen Gebiete schon heute unter starker Abwanderung. Was dies so brisant macht, ist der gleichzeitige natürliche Rückgang der Bevölkerung in diesen Gebieten, der seit den 2000er-Jahren eingesetzt hat. Mittlerweile leiden auch schon viele andere Zentren wie Kaohsiung und Busan unter Bevölkerungsverlust. Auch besaßen viele ost- und südostasiatische Provinzstädte bis in die 1990er Jahre nicht einmal U-Bahn-Netze, wogegen die Hauptstädte oder Finanzzentren sehr dichte und hochentwickelte Netze besaßen.
Eine Herausforderung ist es, sicherzustellen, dass die industrielle Entwicklung die Schere zwischen Arm und Reich nicht zu weit auseinanderklaffen lässt und die Entwicklung zu einem Industriestaat nicht auf Kosten der sozialen Entwicklung geschieht.
Ein Problem, von denen die vier Tigerstaaten betroffen sind, ist ein starker Geburteneinbruch seit den 1990er-Jahren. Die Fertilitätsraten lagen 2005 in Hongkong bei 0,96, in Südkorea bei 1,08, in Taiwan bei 1,12 und in Singapur bei 1,25 Kindern pro Frau. Somit wird prognostiziert, dass die Bevölkerungszahlen in den nächsten Jahrzehnten zurückgehen. Gleichzeitig steigt die Zahl der alten Menschen rasanter an als irgendwo sonst in der Welt. Sollte dieser Trend anhalten, werden die Tigerstaaten noch größeren demographischen Problemen gegenüberstehen als die westeuropäischen Staaten. Im Gegensatz zu den Flächenstaaten wären die Stadtstaaten Singapur und Hongkong noch fähig, diese Probleme durch Zuwanderung auszugleichen. Da die Gesellschaft in Taiwan und vor allem in Südkorea eine hohe Homogenität aufweist, ist es fraglich, ob eine verstärkte Zuwanderung stattfinden wird.

## Erklärung der Entwicklungsphasen
Das Fluggänsemodell ist ein Modell der wirtschaftlichen Entwicklung einiger Länder im asiatischen Raum, besonders der Tigerstaaten. Diese asiatischen Länder werden mit dem Flugverhalten der Fluggänse verglichen: Wie die Gänse führte ein Land, in diesem Fall Japan, die anderen Fluggänse. Der wirtschaftliche Erfolg dieser Mitflieger entwickelte sich dann analog zu der Führungsgans.
Typisch ist folgende zeitliche Abfolge:
- Zunächst Abhängigkeit des Landes von Importen
- Importsubstitution durch Einführung von Leicht-Industrie
- dadurch geringe Binnennachfrage nach Importwaren
- Exportförderung durch arbeitsintensive Produktion
- Importrestriktionen (Einfuhrzölle) der Abnehmerländer; steigende Löhne und dadurch Konkurrenz durch andere Niedriglohnländer
- Kopplung der Importsubstitution und Exportförderung durch kapital- und humankapital-intensive Produktion
- steigende Löhne und Konkurrenz durch andere Schwellenländer; geringe Wettbewerbsfähigkeit in Bezug auf Innovationen
- Intensivierung der High-Tech-Branchen bis zur Wettbewerbsfähigkeit mit Industrieländern

## Kriminalitätsrückgang

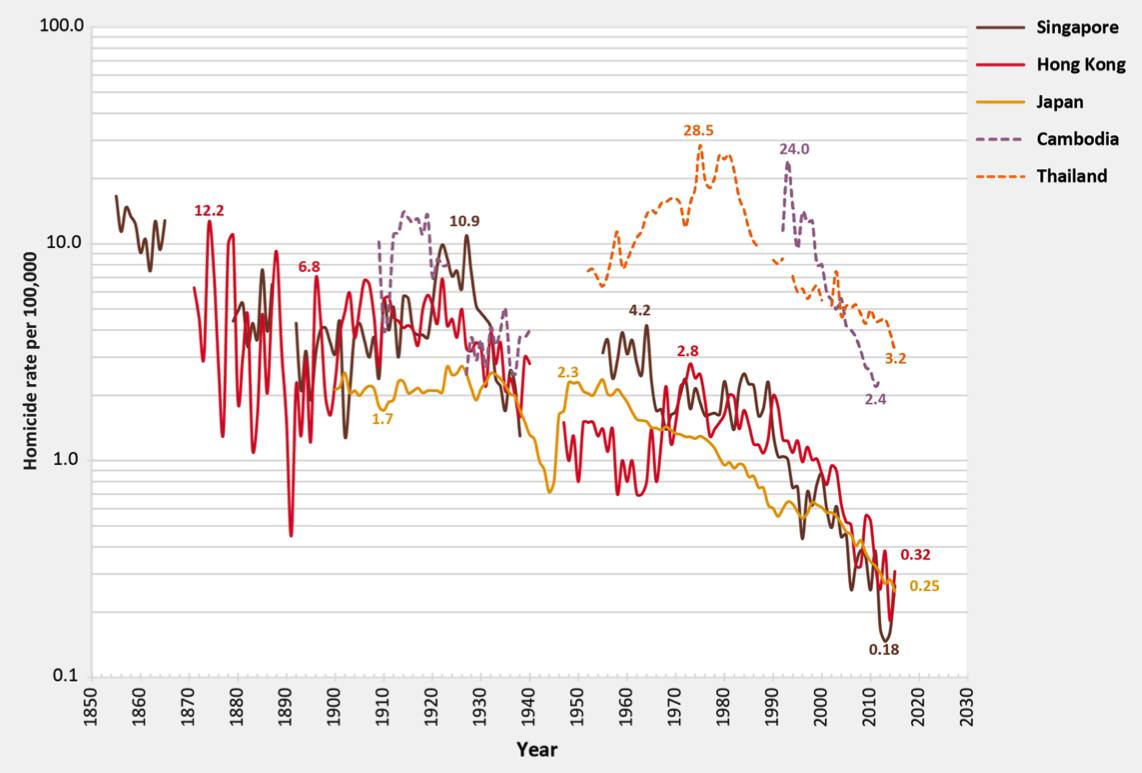
Langzeitiger Rückgang von Morden in Ostasiatischen Ländern

In vielen ostasiatischen Ländern gab, insbesondere seit den 1960er Jahren, einen relativ gleichmäßig und parallel verlaufenden Kriminalitätsrückgang. Das Kriminalitätsniveau ist dort inzwischen wesentlich niedriger als in der westlichen Welt. Das Büro der Vereinten Nationen für Drogen- und Verbrechensbekämpfung erklärt den Rückgang mit dem spezifisch ostasiatischen Entwicklungsmodell, das auf Gewissenhaftigkeit und Selbstdisziplin setzt, verbunden mit der Förderung von Allgemeinbildung, einem hohen Grad regulatorische Eingriffe des Staates in Investitionen und ökonomischer Entwicklung, sowie einer effektiven öffentlichen Verwaltung.

## Abwandlungen

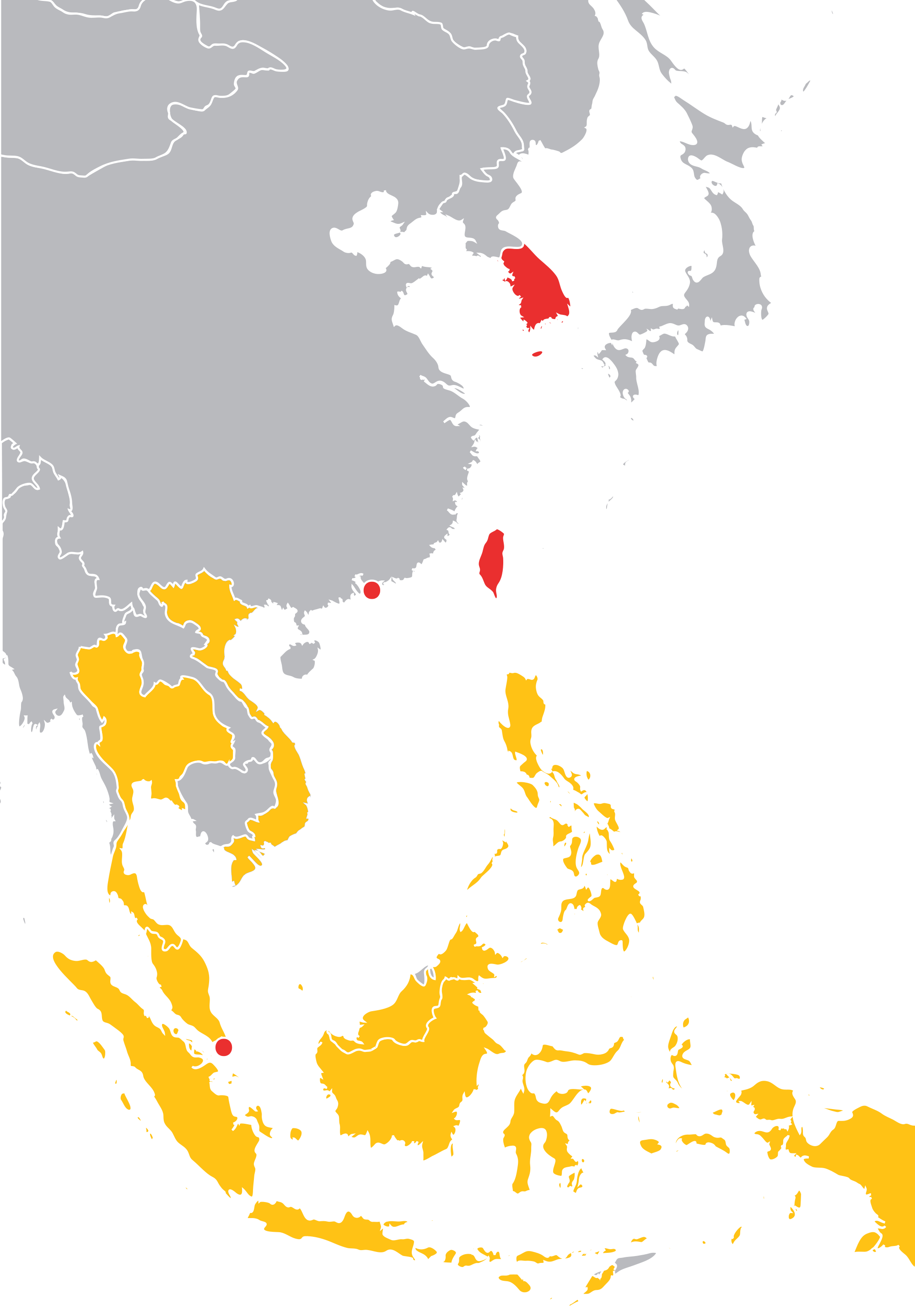
Die Tigerstaaten (rot) neben den Pantherstaaten (gelb)

Weitere Staaten bzw. Wirtschaftsräume mit ähnlicher Entwicklung haben mittlerweile zum Beispiel mit dem Begriff Pantherstaaten Bezeichnungen erhalten, die sich daran anlehnen. Diesen wurden nach dem raschen wirtschaftlichen Aufstieg der Tigerstaaten in den 1980er- und 1990er-Jahren Chancen auf dieselbe Entwicklung zugesprochen. Durch die Asienkrise 1997 wurde deren Aufschwung jedoch so stark abgebremst, dass bislang keines der Länder den vollständigen Sprung zum Industrieland vollziehen konnte.
Daneben sind weitere Staaten nach dem Tiger benannt:
- Anatolischer Tiger: Türkei
- Baltischer Tiger: Baltische Staaten Estland, Lettland oder Litauen
- Golf-Tiger: Dubai
- Keltischer Tiger: Irland
- Tatra-Tiger: Slowakei

Oder nach anderen Raubkatzen:
- Pantherstaaten: Indonesien, Malaysia, Thailand, Philippinen und Vietnam
- Löwenstaaten: Äthiopien, Kenia, Nigeria, Ruanda, Südafrika und weitere Staaten Afrikas
- Pazifische Pumas: Staaten an der Pazifikküste Lateinamerikas: Kolumbien, Chile, Mexiko, Peru